# Michel Feuillerat
Michel Feuillerat (* 4. April 1954 in Toulouse; † 10. Dezember 2021 ebenda) war ein französischer Fußballspieler.

## Karriere
Feuillerat begann seine Laufbahn, als er 1971 mit 17 Jahren in den Kader des Zweitligisten US Toulouse aufgenommen wurde und darüber hinaus für eine französische Juniorennationalelf zum Einsatz kam. In Toulouse konnte er sich nach zu Beginn unregelmäßigen Einsätzen einen Stammplatz erkämpfen und schaffte den Sprung in die höchste französische Spielklasse, als er zur Winterpause 1973/74 zur AS Monaco wechselte. Allerdings bestritt er lediglich neun Partien in der ersten Liga, bevor der Verein 1976 abstieg, was dem Spieler zumindest ermöglichte, regelmäßiger für diesen aufzulaufen. Trotz seiner gestärkten Rolle in der Mannschaft und dem Gewinn der Zweitligameisterschaft 1977 sowie dem damit verbundenen Aufstieg wurde sein Vertrag im selben Jahr nicht verlängert.
Nach einem Jahr ohne Arbeitgeber unterschrieb er 1978 beim Zweitligisten AS Cannes, wo er zum Stammspieler avancierte. Dennoch kehrte er dem Klub nach einem Jahr den Rücken, was zugleich das Ende seiner Profilaufbahn mit 25 Jahren bedeutete. Über sein weiteres Leben ist nichts bekannt.